# Brel Québec
 (mai 2017).
Si vous disposez d'ouvrages ou d'articles de référence ou si vous connaissez des sites web de qualité traitant du thème abordé ici, merci de compléter l'article en donnant les références utiles à sa vérifiabilité et en les liant à la section « Notes et références ».
Brel Québec est un album comprenant des reprises de chansons de Jacques Brel par des artistes du Québec.
Paru en 1993, sur le label Disques Quark Inc, cette compilation célèbre le quinzième anniversaire de la mort de Brel.

## Liste des titres
| No  | Titre                           | Interprète(s)         | Durée |
| --- | ------------------------------- | --------------------- | ----- |
| 1.  | Ne me quitte pas                | Nanette Workman       | 5:25  |
| 2.  | Je ne sais pas                  | Paparazzi             | 4:40  |
| 3.  | Comment tuer l'amant d'sa femme | Gildor Roy            | 2:40  |
| 4.  | Quand on n'a que l'amour        | Sylvie Legault        | 4:19  |
| 5.  | Les Bonbons                     | Les Pois Z'ont Rouges | 3:23  |
| 6.  | Les Bourgeois                   | Dédé Traké            | 2:26  |
| 7.  | Ces gens-là                     | French B.             | 3:56  |
| 8.  | La Chanson des vieux amants     | Jean-Louis Millette   | 2:54  |
| 9.  | La Quête                        | Sylvie Tremblay       | 2:28  |
| 10. | Les Désespérés                  | France Castel         | 3:30  |